# قاعة مدينة دوبيوك
تقع قاعة مدينة دوبيوك Dubuque City Hall في مدينة دوبيوك في آيوا في الولايات المتحدة. 
صمم المبنى جي إن مودي مقتبسا من تصاميم قاعة فانويل في بوسطن وسوق شارع فولتون في مدينة نيويورك.  وأشرف المهندس المعماري جون راغ على أعمال البناء. ووفقًا لتقليد العصور الوسطى، يقع سوق المدينة في الطابق الأول، وتقع مكاتب البلدية في الطابق الثاني، وتقع قاعة المناسبات المدنية في الطابق الثالث.